# Landrat du canton d'Uri
Législature 2024-2028
Le Landrat du canton d'Uri est le parlement du canton d'Uri.

## Composition
Le Landrat est composé de 64 membres.